# 塞内尔格
塞内尔格（法語：Sénergues，法語發音：[senɛʁg]）是法国阿韦龙省的一个市镇，属于罗德兹区。

## 地理
塞内尔格（44°36'21"N, 2°29'5"E）面积44.9 平方千米，位于法国奧克西塔尼大區阿韦龙省，该省份为法国南部内陆省份，位于法國中央高原南部，北起顺时针与康塔爾省、洛泽尔省、加尔省、埃罗省、塔恩省、塔恩-加龙省和洛特省接壤。
与塞内尔格接壤的市镇（或旧市镇、城区）包括：勒费勒、埃斯佩拉克、普吕讷、圣费利德吕内、维埃耶维、鲁埃格地区孔克。

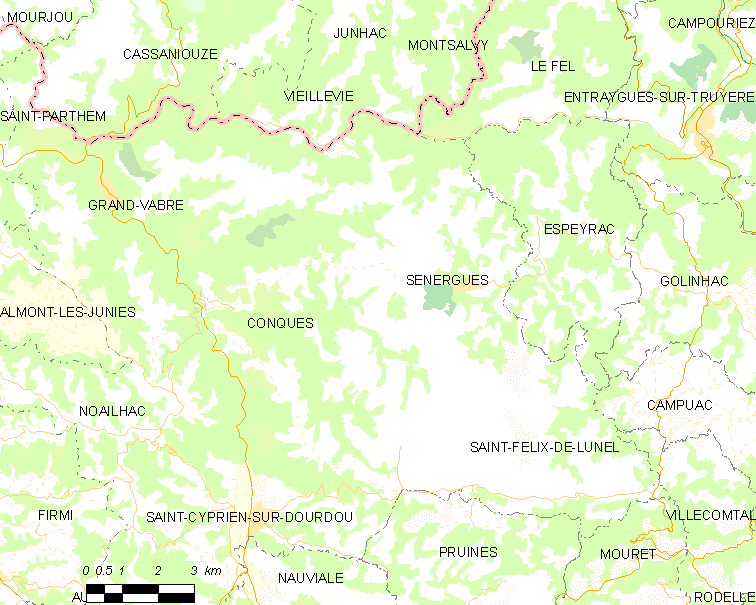
塞内尔格的OSM定位图

塞内尔格的时区为UTC+01:00、UTC+02:00（夏令时）。

## 行政
塞内尔格的邮政编码为12320，INSEE市镇编码为12268。

## 政治
塞内尔格所属的省级选区为洛特-杜尔杜县。

## 人口

1962-2008年间塞内尔格人口变化图示

塞内尔格于2022年1月1日时的人口数量为424人。